# Бельгард-Марсаль
Бельгард-Марсаль (фр. Bellegarde-Marsal) — муніципалітет у Франції, у регіоні Окситанія, департамент Тарн. Бельгард-Марсаль утворено 1 січня 2016 року шляхом злиття муніципалітетів Бельгард i Марсаль. Адміністративним центром муніципалітету є Бельгард. Населення — 701 особа (01.01.2021).